# Torsten Wustlich
Torsten Wustlich (n. 2 februarie 1977, Annaberg-Buchholz, Saxonia, Germania) este un sănier ce a reprezentat Germania, medaliat olimpic. A participat la 2 ediții ale Jocurilor Olimpice (2006, 2010) în care a câștigat o medalie de argint.